# 팬더 웨스트윈드
본 문서의 이해를 돕기 위한 비자유 그림이 있습니다. 
링크의 파일을 직접 올려 주세요

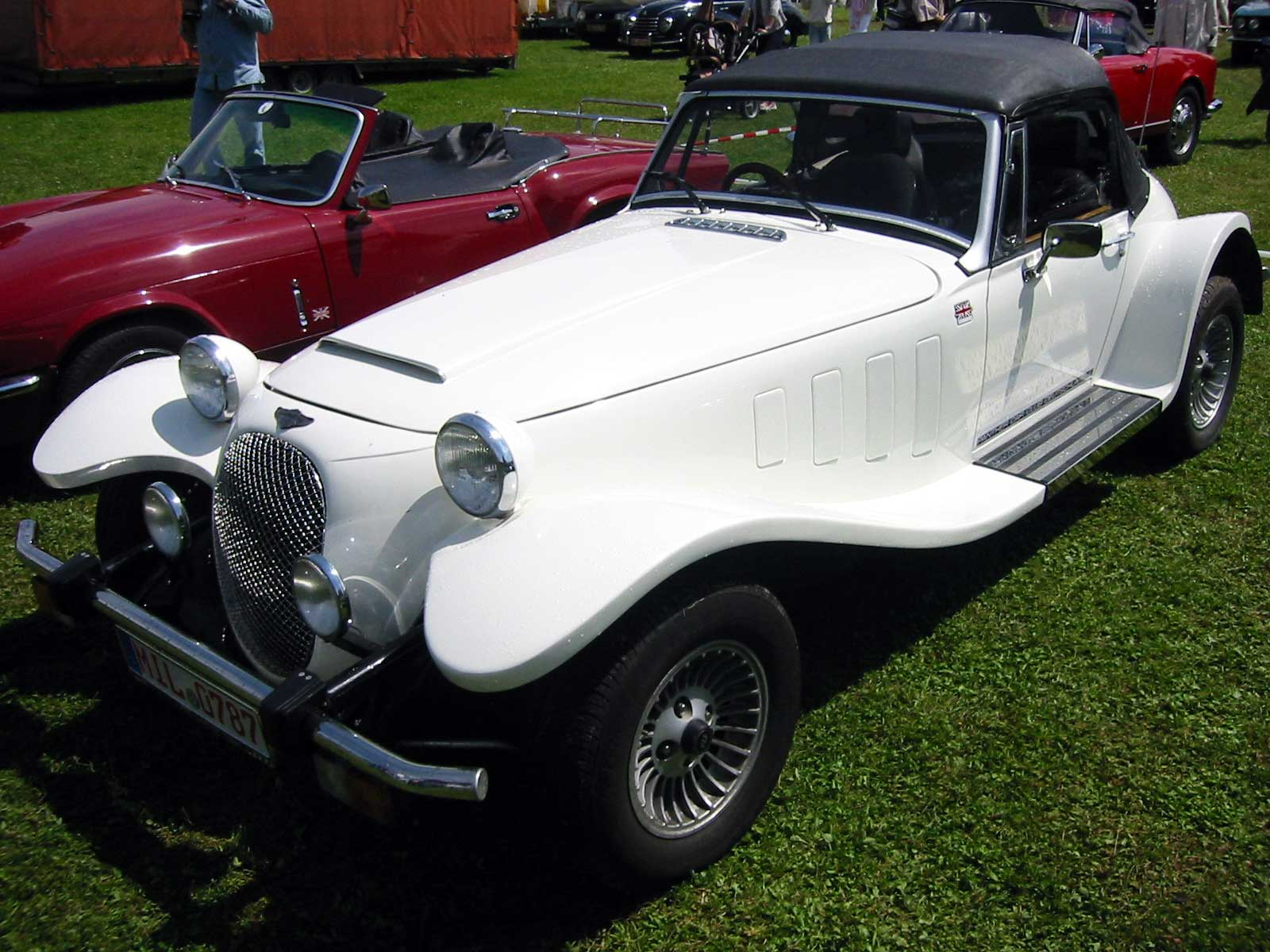
팬더 칼리스타

팬더 웨스트윈드(Panther Westwinds)는 1987년 대한민국의 쌍용자동차에 인수, 1990년 폐업한 영국의 옛 자동차 제조회사였다.

## 역사
팬더 웨스트윈드(Panther Westwinds)는 영국 서리주(Surrey)에 위치했던 자동차 제조회사로 1972년 로버트 얀켈이 설립했다. 회사명은 팬더사(社)로 더 많이 알려져 있으며, 고전풍의 자동차를 주로 생산하면서 1970년대 동안 성공을 거둔 기업이다. 대표적인 자동차로 팬더 J72 모델을 들 수 있다.
팬더가 고전풍의 자동차만 생산한 것은 아니다. 1975년 발표된 팬더 리오는 트라이엄프 돌로마이트처럼 롤스로이스 유형이었다.
주목받지 못한 모델로 팬더 6가 있는데, 공기역학이 고려된 컨버터블 자동차로 6개의 휠을 가지고 있었고 두개의 터보차저가 달린 캐딜락의 8.2리터 8기통 엔진을 장착했다. 엔진 출력은 200마력으로 최고속도 시속 322킬로미터이다.
팬더사는 1980년, 당시 대한민국 진도그룹 부회장이었던 김영철에게 인수되었다. 그는 할로우(Harlow)에 새 공장을 세우고, 대한민국에서 제작한 차체를 사용해 자동차 생산을 재개했다. 1980년대 팬더사는 스포츠카 분야로 사업 전환을 했고, 마침내 1990년 팬더 솔로를 발표했다. 그러나 적자가 누적되면서 1987년 쌍용자동차에 인수, 합병되고 1990년에는 생산시설도 대한민국으로 옮겨가 영국 팬더 본사는 해체되고 만다. 1994년에 쌍용 칼리스타마저 후속 차종 없이 단종됨에 따라 역사속으로 사라졌다.

## 팬더 모델
- 1972년-1981년 팬더 J.72
- 1974년-1975년 팬더 FF
- 1974년- 팬더 레이저
- 1974년-1985년 팬더 드빌(Panther De Ville)
- 1975년-1977년 팬더 리오
- 1976년-1982년 팬더 리마
- 1977년-1978년 팬더 6
- 1982년-1990년 팬더 칼리스타
- 1989년-1990년 팬더 솔로